# Eutolmus bevistylus
Eutolmus bevistylus är en tvåvingeart som först beskrevs av Daniel William Coquillett 1898.  Eutolmus bevistylus ingår i släktet Eutolmus och familjen rovflugor. Inga underarter finns listade i Catalogue of Life.